# Texto fonte
Um texto fonte é um texto do qual ideias ou informações são obtidas.
Em historiografia existe a distinção dos textos fontes em:
- fonte primária;
- fonte secundária; e
- fonte terciária.